# Liga de Comunistas Armados
La Liga de Comunistas Armados fue un grupo insurgente de México integrado en su mayoría por estudiantes de la Universidad Autónoma de Nuevo León (UANL).
Realizaron 11 acciones armadas, sin disparar un tiro, ni herir a nadie; entre las que destacan dos: la expropiación de medicamentos a Autrey de Monterrey, dejando pintadas en los muros de la empresa leyendas contra la guerra de EE. UU. en Vietnam, y la explosión de la camioneta que había sido expropiada de la compañía farmacéutica frente al Consulado Norteamericano en Monterrey. Estas dos fueron las únicas acciones de "propaganda armada" de este grupo, fracasando la última debido a que la camioneta se hizo estallar con explosivos incendiarios de baja intensidad en la madrugada para evitar daños humanos, lo que favoreció un arreglo de silenciamiento de la noticia entre el consulado, la prensa y el gobierno-policía estatal.

Saltaron a la fama nacional por el secuestro del vuelo 705 de Mexicana de Aviación en Monterrey en noviembre de 1972, en el que volaron a Cuba para solicitar asilo. El comando, estuvo formado por Germán Segovia Escobedo, Armando Castillo, José Luis Martínez y Alberto Sánchez H. pidiendo al gobierno la liberación de sus compañeros Ángel Mejía Nuñez, Francisca de Lourdes Saucedo Gómez, Reynaldo Sánchez Rodríguez, Edna Ovalle Rodríguez y Tomás Okusono Martínez.